# Negueira de Muñiz
Negueira de Muñiz és un municipi de la província de Lugo a Galícia. Pertany a la Comarca da Fonsagrada. Limita a l'oest amb el concejo asturià d'Allande.
| 1.534 | 286 | 230 |
| Fonts: INE i IGE (Els criteris de registre censal variaren i les dades de l'INE i de l'IGE poden no coincidir.) |     |     |

## Història
L'actual Ajuntament de Negueira de Muñiz formava (junt amb el de Fonsagrada) l'antic municipi de Burón, amb capitalitat a la Pobla de Burón.
El 1925 es produeix una separació administrativa, creant-se el municipi de Negueira, que passaria tres anys més tard a denominar Negueira de Muñiz, en honor de José Antonio Muñiz Álvarez.

## Parròquies
Parròquies que formen part del municipi:
- Barcela (San Miguel).
- Marentes (Santa María Madanela).
- Negueira (San Salvador).
- Ouviaño (Santiago).
- Río de Porto (San Brais da Barqueiría).
- San Pedro de Ernes (San Pedro).